# Rotersand
Rotersand (v překladu rudý písek) je německá EBM kapela založená v roce 2002 zpěvákem Rascalem Nikovem (alias Rasc) a muzikantem a textařem Guntherem Gerlem (vulgo Gun) v Gelsenkirchenu. Třetím do party je Krischan Jan-Eric Wesenberg.

Kapela nazývá svůj styl industrial-popem, jejich tvorba se dá obecně popsat jako futurepop.

## Diskografie

### Studiová alba
- 2003: Truth Is Fanatic
- 2005: Welcome To Goodbye
- 2007: 1023
- 2009: Random Is Resistance
- 2014: Truth Is Fanatic Again

### Singly a EP
- 2003: Merging Oceans (EP)
- 2004: Social Distortion (12" vinyl v omezeném nákladu)
- 2004: Electronic World Transmission (EP v omezeném nákladu)
- 2005: Exterminate Annihilate Destroy (2005)
- 2006: Dare To Live - Perspectives On Welcome To Goodbye (EP)
- 2007: Lost
- 2008: I Cry (EP)
- 2008: Dark Raver
- 2009: War On Error (EP)
- 2010: Waiting to be born (EP)
- 2014: Electric Elephant (EP)